# Alexander Moisi

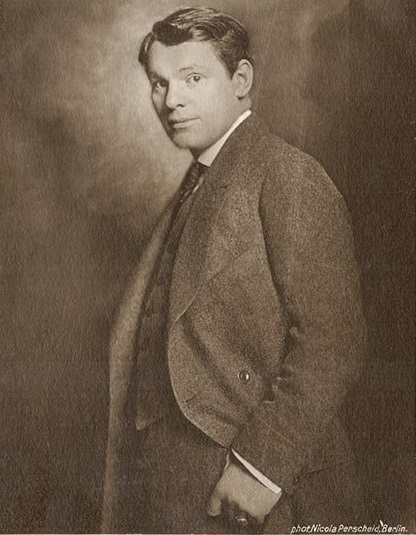
Alexander Moisi ca 1918

Alexander Moisi (ook Moisiu) (Triëst, 2 april 1879 - Wenen, 22 maart 1935) was een Albanees-Oostenrijks acteur en werd in het interbellum vereerd als een van de grootste Duitstalige acteurs. Zijn jeugd bracht hij voor een deel door in Triëst en in Albanië.
In 1898 werd Moisi door Josef Kainz ontdekt en door hem aan het Weense Burgtheater geëngageerd. Vanaf 1901 speelde hij aan het Neue Deutsche Theater in Praag, en sinds 1904 bij Max Reinhardt in Berlijn. In 1920-1921 en 1926-1931 speelde Moisi de hoofdrol in Hugo von Hofmannsthals Jedermann bij de Salzburger Festspiele.
Moisi had een voorkeur voor "gespleten persoonlijkheden". Hij speelde met name dergelijke rollen uit Shakespeare, Büchner, Tolstoj en Ibsen. Moisi had vooral succes in Frankrijk, Rusland, Oostenrijk en Italië. In 1934 vroeg hij het Albanese staatsburgerschap aan, mogelijk omdat hij zijn toekomst in Duitsland bedreigd zag door de opkomst van het nationaalsocialisme aldaar.
In Albanië wordt Moisi als de belangrijkste acteur van het land vereerd. Het theater en de universiteit van Durrës en de acteerschool in de hoofdstad Tirana dragen zijn naam. De in Moisi's geboortestad gevestigde Alexander-Moisi-stichting houdt zich met zijn nalatenschap bezig. 

## Films
- Das Schwarze Los, 1913
- Die Augen des Ole Brandis, 1913
- Kulissenzauber, 1915
- Sein einziger Sohn, 1915
- Piqué Dame, 1918, met Johanna Terwin
- Der Ring der drei Wünsche, 1918
- Erborgtes Glück, 1919, met Käthe Dorsch
- Der Junge Goethe, 1919, met Käthe Dorsch
- Zwischen Tod und Leben, 1919, met Maria Zelenka
- Figaros Hochzeit, 1920, Figaro, met Hella Moja, Eduard von Winterstein, Vera Schwarz en Gertrude Welcker
- Die Nacht der Königin Isabeau, 1920, met Fritz Kortner
- Kean, 1921, Kean, met Camilla Horn
- Die Königsloge, 1929, Edmund Kean, met Camilla Horn
- Lorenzo de Medici, 1935

- Bibsys: 1092653
- Bibliothèque nationale de France: cb146581062 (data)
- Gemeinsame Normdatei: 118583271
- International Standard Name Identifier: 0000 0001 1669 3858
- KulturNav: e4b1d3e7-37c4-4f0c-b5ed-8cb8bb67a67e
- Library of Congress Control Number: n80161516
- MusicBrainz: b4e56fa4-5d86-41c8-a304-75f4694f7396
- Nationale Bibliotheek van Tsjechië: hka2013769470
- Nationale Bibliotheek van Israël: 987007265403905171
- Nationale Bibliotheek van Polen: a0000001959251
- Nederlandse Thesaurus van Auteursnamen: 126923507
- Istituto Centrale per il Catalogo Unico: CFIV043941
- SNAC: w6hj083n
- Système universitaire de documentation: 159316529
- Theaterlexikon der Schweiz: Alexander_Moissi
- Virtual International Authority File: 71655137
- WorldCat: E39PBJbtvjKvgk3wKRkTjmKyBP